# نیکول موری
نیکول موری (فرانسوی: Nicole Maurey‎؛ زادهٔ ۲۰ دسامبر ۱۹۲۵ - درگذشتهٔ ۱۱ مارس ۲۰۱۶) بازیگر سینما و تلویزیون اهل فرانسه بود که بین سال‌های ۱۹۴۵ تا ۱۹۹۷ در ۶۵ فیلم بازی کرد.
از فیلم‌هایی که در آنها نقش داشته می‌توان خاطرات یک کشیش روستا (۱۹۵۱) و ناپلئون (۱۹۵۵) را نام برد.